# Jordan Corteggiani
Pour les articles homonymes, voir Corteggiani.
Jordan Corteggiani  est un joueur français de volley-ball né le 7 mai 1991 à Nogent-sur-Marne. Il mesure 1,98 m pour 98 kg et joue pointu pour les Spacer's de Toulouse. Il a été international A’ entre 2014 et 2018.

## Clubs
| Club                                   | De        | À         |
| -------------------------------------- | --------- | --------- |
| Centre national de volley-ball         | 2009-2011 | 2010-2011 |
| Montpellier Université Club            | 2011-2012 | 2013-2014 |
| Saint-Brieuc Côtes-d'Armor Volley-Ball | 2014-2015 | 2014-2015 |
| GFC Ajaccio Volley-Ball                | 2015-2016 | 2015-2016 |
| Chaumont Volley-Ball 52                | 2016-2017 | 2016-2017 |
| Top Volley Latina                      | 2017-2018 | 2017-2018 |
| Spacer's de Toulouse                   | 2018-2019 | 2018-2019 |
| AMSL Fréjus                            | 2019-2020 | 2019-2020 |

## Palmarès
Vainqueur de la Coupe de France avec le GFC Ajaccio Volley Ball en 2016
Vainqueur du Championnat Elite et de la coupe de France fédérale avec Saint-Brieuc Côtes-d'Armor Volley-Ball en 2015
- Championnat de France de volley-ball masculin (1)
  - Vainqueur : 2017

- Challenge Cup
  - Finaliste : 2017